# Eboracum

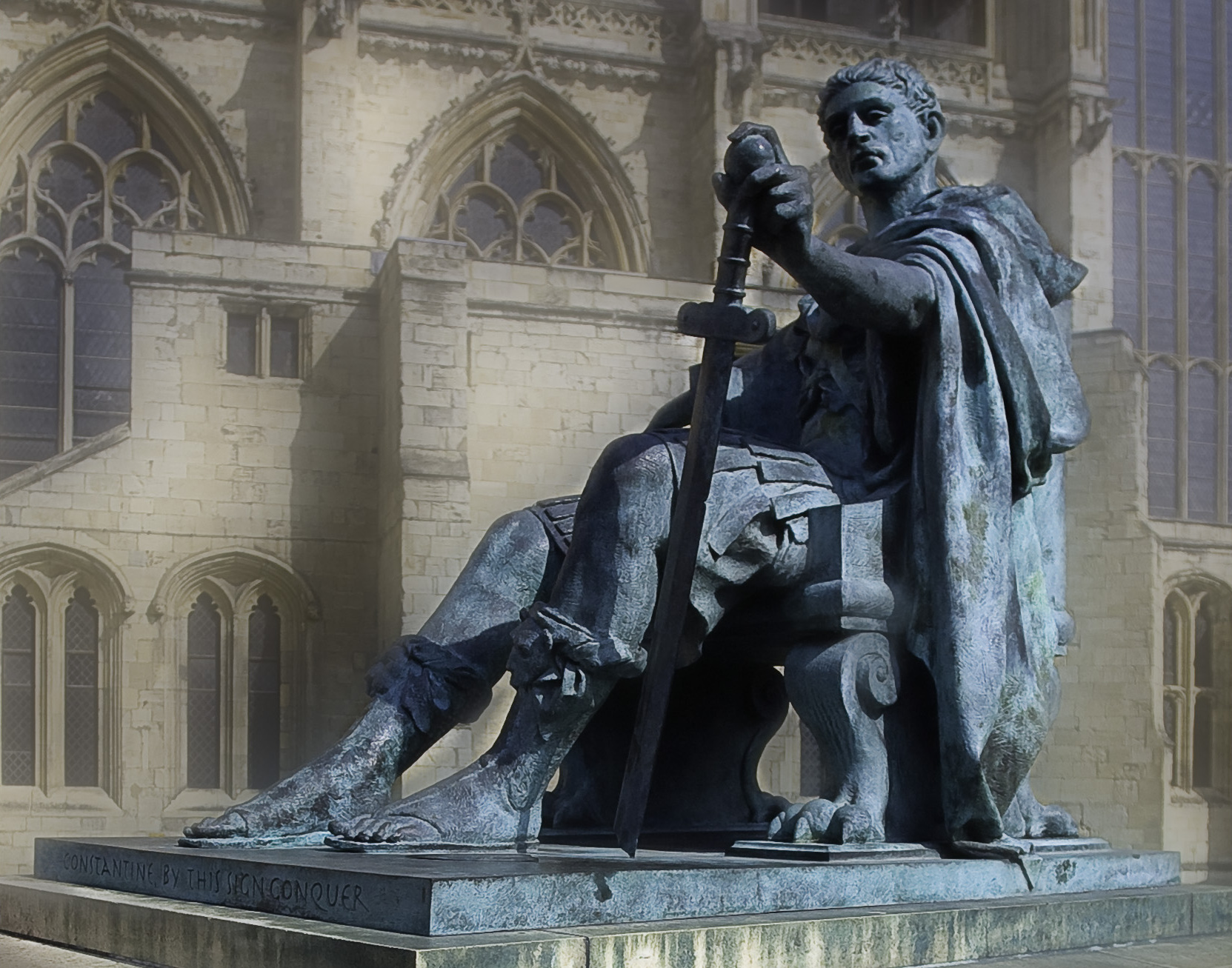
Standbeeld van Constantijn de Grote in York

Eboracum (soms ook Eburacum gespeld) was een fort en een stad in de voormalige Romeinse provincie Britannia. Het lag op de plaats waar tegenwoordig de Engelse stad York ligt, op een strategisch gelegen plateau boven de samenvloeiing van de rivieren Ouse en Foss.

## Ontstaan
Hoewel de Romeinen al in 43 n.Chr. begonnen met de verovering van Engeland, is Eboracum pas in het jaar 71 gesticht als militair kamp (castrum) door de Romeinse generaal Quintus Petillius Cerialis en het Legio IX Hispana. Daarna groeide de vestiging stelselmatig uit, omdat ze handelslieden en inwoners uit de omgeving aantrok, die konden leven van de bevoorrading van het kamp.

## Legerbasis
Eboracum had de grootte van een normaal legerkamp voor een Romeins legioen, met een oppervlakte van ongeveer 20 hectare; daaromheen lag een houten omwalling met torens.
In 107/108 werd het kamp echter helemaal in steen herbouwd. Er zijn aanwijzingen dat keizer Hadrianus tijdens zijn reis door Engeland (122) ook dit kamp aandeed, voordat hij begon met de bouw van zijn Muur.
In 211 bracht keizer Septimius Severus een bezoek aan het fort. Vervolgens maakte hij het tot zijn basis voor zijn militaire campagnes in Schotland. Onder zijn bewind werden de muren van het fort waarschijnlijk herbouwd. Hij was de eerste Romeinse keizer die stierf in Eboracum.
Rond het jaar 300 voerde keizer Constantius I Chlorus vanuit dit fort een oorlog tegen andere machthebbers om heer en meester over Rome te worden. Hij stierf in 306 tijdens een veldtocht tegen de Schotten en de Picten. Zijn zoon Constantijn werd onmiddellijk tot keizer uitgeroepen door de in het fort gelegerde troepen.

## Godsdienst
Het bewijs dat de Romeinse goden hier ook vereerd werden is gevonden door het ontdekken van een reeks altaren gewijd aan Mars, Hercules, Jupiter en Fortuna. Er moet ook een christelijke gemeenschap zijn geweest: in 314 woonde de bisschop van Eboracum het concilie van Arles I bij.